# Йозеф Карл Леополд Фридрих Лудвиг (Ортенбург)
Йозеф Карл Леополд Фридрих Лудвиг фон Ортенбург (на немски: Joseph Karl Leopold Friedrich Ludwig Graf zu Ortenburg) е имперски граф на Ортенбург (1787 – 1805), граф и господар на Ортенбург-Тамбах (1805 – 1831), господар на Биркенфелд и други.

## Биография

### Произход и младежки години
Роден е на 30 август 1780 година в Ортенбург. Той е единственият син на граф Карл Албрехт фон Ортенбург (1743 – 1787) и съпругата му графиня Кристиана Луиза фон Залм, вилд-и Рейнграфиня в Гаугревайлер, Райнграфенщайн (1753 – 1826), дъщеря на граф, вилд-и Рейнграф Карл Магнус фон Рейнграфенщайн (1718 – 1793) и графиня Йохана Лудовика фон Залм, вилд-и Рейнграфиня в Даун (1723 – 1780). Внук е на граф Карл III фон Ортенбург (1715 – 1776) и графиня Луиза София фон Залм, вилд-и Рейнграфиня в Райнграфенщайн (1719 – 1766). Йозеф Карл има три сестри: Луиза Каролина (1782 – 1847), омъжена на 25 юни 1804 г. за граф Кристиан Фридрих фон Кастел-Рюденхаузен (1772 – 1850), Вилхелмина (1784 – 1854), омъжена на 20 юни 1802 г. за граф Леополд Ернст фон Тауфкирхен-Клееберг (1781 – 1860), и Фридерика Августа (1786 – 1857), омъжена на 9 октомври 1806 г. за граф Карл Александер фон Пюклер-Лимпург (1782 – 1843).
След смъртта на баща му майка му поема опекунски управлението на Имперското графство Ортенбург, докато Йозеф Карл става пълнолетен през 1801 г. През неговото управление господството Ортенбург е сменено с новото господство Тамбах с Бавария и объркванията с прекратяването на Свещената Римска империя на немските нации.
Младият граф следва в университета в Лайпциг и по-късно в Ерланген. На 6 октомври 1799 г. Йозеф Карл се жени за графиня Каролина фон Ербах-Ербах в Ербах в Оденвалд.

### Граф на Ортенбург
През 1801 г. император Франц II го обявява за пълнолетен и той поема управлението на графството Ортенбуерг. На 13 декември 1801 г. е традиционната церемония в дворец Алт-Ортенбург. Така той поема официално управлението от майка си. Скоро разбира, че майка му е направила задължения от повече от 200 000 гулдена чрез луксозния си живот. Той изпраща майка си в Пасау и ѝ дава много малка рента за живеене. Тъй като не може да изплати дълговете решава да продаде графството си. На 28 февруари 1804 г. се сключва договор с Курфюрство Бавария и курфюрстът поема дълговете на Йозеф Карл.

### Граф на Ортенбург-Тамбах
Йозеф Карл и фамилията му напускат имперското графство Ортенбург завинаги и отиват при тъста му в Ербах, който му дава ловния дворец Ойлбах, докато текат преговорите по договора.
През март 1805 г. курфюрст Максимилиан IV му дава като обект на смяната бившия манастирски-амт Тамбах на границата към Херцогство Саксония-Кобург и Гота. На 14 август 1805 г. договорът е подписан. Така се създава новото имперско графство Ортенбург-Тамбах. Йозеф Карл поема управлението официално на 20 януари 1806 г. След това фамилията му напуска Ербах и започват да живеят в бароковия дворец Тамбах, построен през 17 век.
Йозеф Карл влиза в баварската войска и става полковник през 1811 г., а през 1826 генерал-майор на кавалерията.
На 30 април 1827 г. Йозеф Карл купува „дворец Ортенбург“ за 10 000 гулдена. Така дворецът е отново собственост на графската фамилия и остава такъв до 1971 г., докато е продаден на тамошен хотелиер
Йозеф Карл фон Ортенбург умира на 28 март 1831 г. в дворец Тамбах при Вайтрамсдорф, Бавария, на 50-годишна възраст. Наследен е от най-големия му син Франц Карл Рудолф.

## Фамилия
Йозеф Карл фон Ортенбург се жени на 6 октомври 1799 г. в Ербах в Оденвалд за графиня Каролина Луиза Вилхелмина фон Ербах-Ербах (* 21 ноември 1779, Ербах; † 6 декември 1825, Тамбах), дъщеря на граф Франц фон Ербах-Ербах (1754 – 1823) и принцеса Шарлота Луиза Поликсена фон Лайнинген-Дагсбург (1755 – 1785). Те имат пет деца:
- Каролина Луиза Шарлота (* 12 август 1800, Регенсбург; † 5 януари 1801)
- Франц Карл Рудолф (* 4 август 1801, Ортенбург; † 23 февруари 1876, Тамбах), женен в Биркенфелд на 22 февруари 1841 г. за фрайин Юлия фон Воелварт-Лаутербург (* 20 декември 1819, Щутгарт; † 13 януари 1883, Тамбах)
- Кристиана Шарлата Вилхелмина (* 18 август 1802, Ортенбург; † 1 октомври 1854), омъжена в Ортенбург на 18 август 1830 г. за 2. княз Фридрих Албрехт Лудвиг Фердинанд фон Зайн-Витгенщайн-Берлебург (* 12 май 1777, Берлебург; † 11 ноември 1851, Берлебург), син на 1.княз Кристиан Хайнрих фон Зайн-Витгенщайн-Берлебург (1753 – 1800) и графиня Шарлота Фридерика Франциска фон Лайнинген-Вестербург (1759 – 1831)
- Фридрих Карл Лудвиг фон Ортенбург (* 14 януари 1805, Ербах; † 10 ноември 1860, Мюлхаузен), женен в Мюлхаузен на 10 септември 1830 г. за Ернестина Йохана Ренц (* 9 декември 1807, Мюлхаузен; † 23 януари 1891, Кобург)
- Херман (* 4 януари 1807, Тамбах; † 25 декември 1858)